# 宮地健一
宮地 健一（みやじ けんいち、1937年 - ）は、日本の社会運動研究家である。

## 経歴
名古屋市生まれ。1959年名古屋大学経済学部卒業後、愛知県の損害保険会社に就職する。そこで労働組合幹部を経験、1960年に日本共産党に入党。民青地区委員長を経て名古屋の共産党専従（有給の常勤職員）を15年務める。日本共産党愛知県名古屋中北地区常任委員・県選対部員だった。
1975年の統一地方選挙の総括をめぐって5月に交わされた他の専従との雑談が規律違反とされたことをきっかけに、同年12月査問が開始され、1969年以降の正規の諸会議において10数回にわたり『赤旗』の一面的拡大追求路線について党中央を誤りとして批判したことにたいするペナルティとして、1976年8月5日専従を解任された。それを不当として、党内で「意見書」「質問書」25通を提出し、1年8カ月間たたかった。それらは、100%無回答で握りつぶされた。1977年10月の日本共産党第14回大会に報復的専従解任不当の「上訴書」を提出したが、宮本顕治の指令を受けた上田耕一郎が党大会議長団を代表して、同月22日、無審査・無討論、30秒で却下した。
そこで、日本共産党中央委員会・愛知県常任委員会を、批判の自由権利にたいする不当解任・共産党内における市民権侵害行為として、同年11月8日名古屋地裁に専従解任不当の仮処分を申し立て、翌9日受理された。11月30日午後9時、1時間後の午後10時開始の「査問招集状」が県常任委員会から届けられ、深夜の査問を拒否し3日後の昼間に県委員会事務所へ行き弁明すると文書で返事をしたが、同日夜半に除名が決定され、翌12月1日午前6時30分にその旨口頭で通告された。それは、憲法の裁判請求権行使を理由とする除名だった。
日本共産党は、この問題は党内問題であり司法になじまないとして棄却を求めたが、名古屋地裁は日本共産党に対して専従の法的地位を明らかにするようにもとめた。日本共産党は専従の法的地位について裁判で答えず、日本共産党の主張は退けられた。一方、宮地の「日本共産党と自分とは雇用契約関係にある」という主張も退けられ、名古屋地裁は専従の法的地位は有償委任契約であるとして、1978年11月20日双方の主張を退ける決定をした。同月30日、名古屋地裁に解雇無効・県勤務員地位確認の民事訴訟を提起。
宮地は引き続き裁判闘争をすることもできたが、1979年3月、生活苦などから断念した。これを日本共産党は機関紙『赤旗』記事などで「反党分子に勝利した」と報じた。
1977年4月、23万字におよぶ詳細な意見書を同党中央委員会あてに提出、日本共産党スパイ査問事件における一部幹部の対応を誤りとして批判し、宮地が「事実に基づく適切な対応」と考えるものを提案した。
日本共産党専従解任によって職を失って以降、21年間学習塾を運営していたが、東欧革命・ソビエト連邦の崩壊の刺激を受け、1997年、ウェブサイト『共産党問題・社会主義問題を考える』を立ち上げ、研究・執筆を続けている。たとえば、政治学者丸山眞男が1950年代に日本共産党にも戦争責任があると述べたことに対して1993年-1994年に同党が丸山批判を展開した背景や経過を考察し、自身のウェブサイトに発表した。

## 著書・論文など

### 単行本
- 宮地幸子との共著『学力づくり人づくり―高進塾の記録』高進塾、1991年10月
- 宮地幸子との共著『続 学力づくり人づくり―高進塾』高進塾、1995年3月
- 単著『検証:大須事件の全貌』御茶ノ水書房、2009年 - 日本共産党がソ連・中国から指令をうけて騒擾事件を起こしたと主張する。

### 雑誌掲載論文・記事
- 「森村誠一氏と『スパイ査問』事件」『葦牙』23号、1996年12月
- 「『赤色テロル』型社会主義とレーニンが『殺した』自国民の推計」『幻想と批評』第1号、はる書房、2004年1月、ISBN 978-4899840466
- 「綱領全面改定における不破哲三の討論・代議員選出システム」『幻想と批評』第2号、はる書房、2004年6月、ISBN 4-89984-051-9
- 「日本共産党第24回大会における10の真相データ 2006年1月、党大会決議・中央委報告の分析」 (特集 自民党・改憲勢力に対抗する市民連合)『労働運動研究』397号、2006年4月
- 「『マオ―誰も知らなかった毛沢東』からの連想―ソ中両党関係と隷従下日本共産党との三党関係」『幻想と批評』第4号、はる書房、2006年5月、ISBN 978-4899840763
- 「レーニンによる『十月クーデター』説の検証・上―革命か、それとも一党独裁狙いのクーデターか」『幻想と批評』第5号、はる書房、2006年9月
- 「レーニンによる『十月クーデター』説の検証・中―革命か、それとも一党独裁狙いのクーデターか」『幻想と批評』第6号、はる書房、2007年2月
- 「レーニンによる『十月クーデター』説の検証・下―革命か、それとも一党独裁狙いのクーデターか」『幻想と批評』第7号、はる書房、2007年5月
- 「宮本顕治と武装闘争共産党との関係 中央レベルの活動をした証拠が語ること」 (特集 宮本顕治氏を検証する)『葦牙』33号、2007年7月[9]
- 「私が受けた『監禁査問』21日間の壮絶 24時間私語厳禁、トイレも通院も監視つき 歴史から決して消せない共産党裏面史」（『SAPIO、サピオ』(小学館、2007年8月22日・9月5日合併号)
- 「『十月クーデター』説に関するヨーロッパと日本の認識格差」『幻想と批評』第8号、はる書房、2008年4月、ISBN 978-4899840947
- 「共産党候補者のピラミッド型三層構造」『幻想と批評』第9号、はる書房、2009年7月
- 「二一世紀日本に社会主義、あるいは共産主義は生き残りうるか」中部大学学術研究広報誌『アリーナ』第10号所収、中部大学総合学術研究院、2010年12月